# But w butonierce
But w butonierce. Poezje futurystyczne – debiutancki tom wierszy Brunona Jasieńskiego wydany w 1921.
Jasieński w 1921 wydał swój tomik dwukrotnie, a miejscem pierwszego z wydań było Chełmno, w którym autor odbywał służbę wojskową. Wydania różniły się wymiarami oraz liczbą stron, jednak ze względu na fakt, iż nie zachował się żaden egzemplarz wydania chełmińskiego nie sposób stwierdzić czy różnice dotyczyły także zawartości i układu wierszy.
Tom jest sztandarowym przykładem polskiej poezji futurystycznej. W wierszach obecne są charakterystyczne cechy tego nurtu, jak antyestetyzm (Żygające posągi), egotyzm (But w butonierce), zabawy słowem (Panienki w lesie), zainteresowanie miastem (Morga, Marsz), odwołania do kultury masowej (Przejechali, Trupy z kawiorem). Obecne są też nawiązania do rosyjskiego egofuturysty Igora Siewierianina.
W zakresie wersyfikacji Jasieński wykorzystuje technikę sylabotoniczną, zwłaszcza metrum anapestyczne.
Tomik Jasieński zadedykował samemu sobie.